# Ruth Clifford
Pour les articles homonymes, voir Clifford.
Ruth Clifford (17 février 1900 - 30 novembre 1998) est une actrice américaine. Sa carrière s'étale du cinéma muet aux séries de télévision des années 1960 en passant par le doublage de Minnie Mouse et Daisy Duck entre 1944 et 1952.

## Biographie
Ruth Clifford est née le 17 février 1900 à Pawtucket, Rhode Island, et rejoint ensuite le séminaire St Mary à Narragansett. En 1911, à la suite de la mort de sa mère, elle rejoint sa tante, une actrice, à Los Angeles. Quelques années plus tard, âgée de 15 ans, elle commence une carrière d'actrice comme figurante chez Universal Pictures.
Elle obtient des rôles un peu plus importants, des seconds et premiers rôles comme celui d'Ann Rutledge, l'amour de jeunesse d'Abraham Lincoln, dans The Dramatic Life of Abraham Lincoln de Phil Rosen (1924). Mais l'arrivée du parlant réduit de manière radicale ses rôles importants. Elle poursuit sa carrière durant plusieurs décennies mais souvent comme simple figurante.
Le réalisateur John Ford avec qui elle jouait au bridge l'utilisa dans huit films sans pour autant lui donner de grands rôles.
En 1930, elle épouse l'entrepreneur immobilier James Cornelius.
En 1944, elle est engagée par Walt Disney pour doubler dans les courts métrages la voix de Minnie Mouse puis occasionnellement celle de Daisy Duck. Mais Disney arrêta la production des courts métrages avec ces personnages au milieu des années 1950.
Elle décède en 1998 à l'âge de 98 ans. En raison de sa longue existence et de sa participation à plusieurs périodes du cinéma, elle a été plusieurs fois interviewée sur les débuts du septième art à Hollywood.

## Filmographie partielle

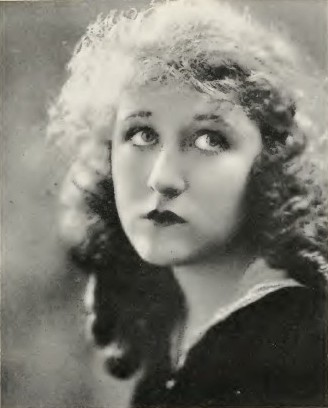
Ruth Clifford en 1920.

- 1918 : The Kaiser, the Beast of Berlin de Rupert Julian
- 1918 :  Amour (Fires of Youth) de Rupert Julian : Lucille Linforth
- 1923 : Truxton King de Jerome Storm
- 1923 : Ponjola de Donald Crisp
- 1923 : L'Image aimée (The Face on the Bar-Room-Floor) de John Ford : Marion Trevor
- 1923 : April Showers de Tom Forman
- 1924 : The Dramatic Life of Abraham Lincoln (en) de Phil Rosen : Ann Rutledge
- 1924 : La Papillonne (Butterfly) de Clarence Brown
- 1925 : Her Husband's Secret de Frank Lloyd
- 1925 : The Love Hour de Herman C. Raymaker
- 1929 : The Show of Shows de John G. Adolfi
- 1935 : La Jolie Batelière (The Farmer Takes a Wife) de Victor Fleming
- 1935 : Ginger de Lewis Seiler (non créditée)
- 1936 : Dix Ans de mariage (To Mary – with Love) de John Cromwell
- 1942 : Blue, White and Perfect de Herbert I. Leeds
- 1945 : L'assassin rôde toujours (The Spider) de Robert D. Webb
- 1949 : Father Was a Fullback de John M. Stahl
- 1949 : Avant de t'aimer de Elmer Clifton et Ida Lupino : Elizabeth Stone
- 1950 : Le Convoi des braves (Wagon Master) de John Ford : Fleuretty Phyffe
- 1952 : La Parade de la gloire (Stars and Stripes Forever), de Henry Koster : Infirmière (non créditée)

## Doublage
- 1944 : Premiers Secours (Pluto) (First Aiders), Minnie Mouse
- 1946 : Donald et son double (Donald's Double Trouble), Daisy Duck
- 1946 : Bath Day, Minnie Mouse
- 1947 : Dodo Donald (Sleepy Time Donald), Daisy Duck
- 1947 : Figaro and Frankie, Minnie Mouse
- 1947 : Rendez-vous retardé (Mickey's Delayed Date), Minnie Mouse
- 1948 : Voix de rêve (Donald's Dream Voice), Daisy Duck
- 1949 : Pluto's Sweater, Minnie Mouse
- 1950 : Pluto et le art des champs (Pluto and the Gopher), Minnie Mouse
- 1952 : La Fête de Pluto (Pluto's Party), Minnie Mouse
- 1952 : L'Arbre de Noël de Pluto (Pluto's Christmas Tree), Minnie Mouse